# Wygoda (Łężce)
Wygoda – przysiółek wsi Łężce w Polsce, położony w województwie opolskim, w powiecie kędzierzyńsko-kozielskim, w gminie Reńska Wieś.
W latach 1975–1998 przysiółek administracyjnie należał do ówczesnego województwa opolskiego.